# Azuba
Azuba (X/IX w. przed Chr.) – żona (ewentualnie konkubina) Asy, króla Judy. Matka jego syna i następcy Jozafata.
Na temat jej pochodzenia źródła biblijne podają tylko tyle, że była córką niejakiego Szilchiego.